# Wellenschnitt

Heraldisches Muster: im Wellenschnitt geteilt

Der Wellenschnitt ist ein heraldischer Wappenschnitt in Wellenform. Er dient als Gestaltung der Begrenzungslinien von Schildteilungen, sowohl den grundlegenden, als auch der feineren Struktur der Tingierung (Farbgebung).

## Darstellung und Bedeutung
Der Wellenschnitt hat teils keine eigenständige Bedeutung, ist oft aber in Bezug auf Wasser. Es werden auch gewellte Balken oder Pfähle als Fluss blasoniert und stellen für den Wappenführer wichtige Gewässer dar. Flächen sind durch mehrere Wellenschnitte gegliedert, sie stehen so für Wasserflächen. Der Schnitt nimmt hier die Funktion eines Heroldsbildes ein. Dann sind Elemente blau und/oder silber tingiert häufig.
Ausformungen sind der Meereswellenschnitt mit gespitzter Dünung (entspricht auch einem Dornenschnitt), Wogenschnitt (mit sich überschlagenden Wellen), Doppelwolkenschnitt (schon fast herzförmig), Wolkenschnitt mit scheibigen Auswölbungen (in der deutschen Heraldik als Feh blasoniert) – siehe Wappenschnitt#Liste von Wappenschnitten. Auch spitzen-/zahnschnittartige Formen kommen vor, sind aber immer gerundet.

## Beispiele

Einfacher Wellenschnitt
im Wellenschnitt gespalten[2] (Transtrand SE)
im Wellenschnitt schräggeteilt (schrägrechts, standard[3] Barkåkra SE)
im Wellenschnitt schräglinks geteilt[4] (Beuron DE)
Deichsel, gewellt (St-Étienne- lès-Remiremont FR)

Varianten
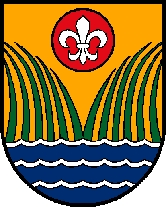
Erniedrigt mit Meereswellenschnitt geteilt (Zell am Moos AT)

Weitere Beispiele
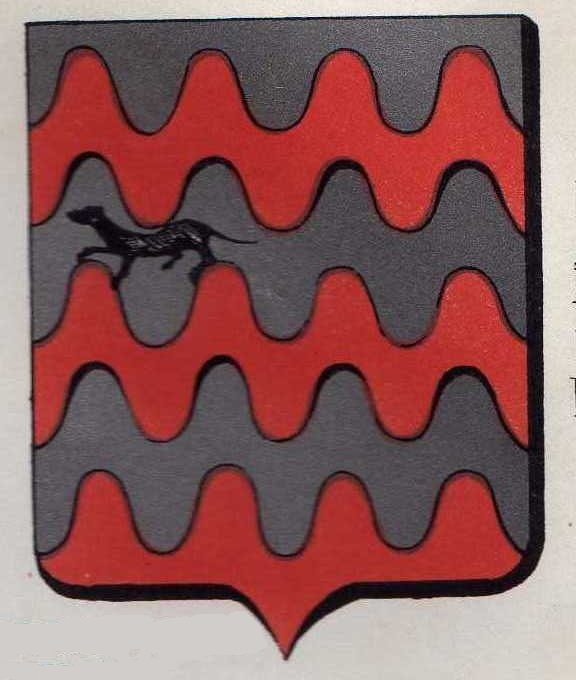
dreimal wellig gebändert silber und rot (Seigneurs de Mortemart, Haus Rochechouart FR)
In Blau drei schrägrechte silberne Wellenbalken (Billerbeck DE)
Doppelter Wellenschnitt in verwechselten Farben: (Morges CH)
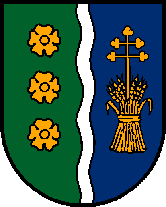
durch einen silbernen Wellenstab gespalten (Manning AT)
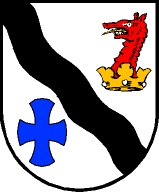
in Silber ein schwarzer Schrägrechtsfluß (sprechendes Wappen: Schwarzach AT)
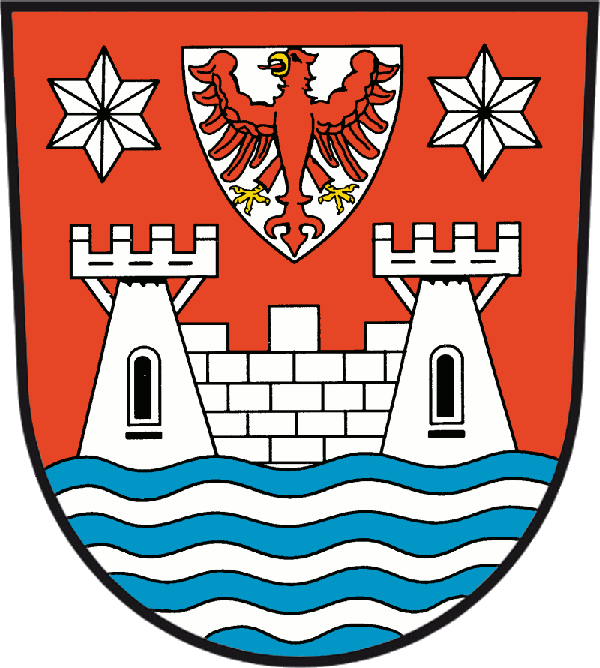
blau-silberner Wellenschildfuß (Anzahl nicht festgelegt, blau beginnt, Lychen DE)
Bord, von silber und blau zehnfach gewellt[6] (Schopperten FR)
Blauer Grund mit einem von weiß und rot in Wellenschnitt geteilten Balken Waidbruck IT

## Sonstige Bedeutungen von Wellenschnitt
Als Wellenschnitt bezeichnet man auch den Schnitt einer Wellenschneide eines Buntmessers.